# Juan Carlos Tedesco
Juan Carlos Tedesco (Buenos Aires, 5 de febrer de 1944 - Buenos Aires, 8 de maig de 2017) fou un acadèmic argentí i expert en polítiques educatives que va ser ministre d'Educació de l'Argentina del desembre de 2007 al juliol de 2009.

## Biografia
Tedesco va néixer a Buenos Aires el 1944. Matriculat a la Universitat de Buenos Aires, es va graduar amb un grau de Filosofia i Lletres el 1968. Va ser professor de la història de l'educació a les Universitats de La Plata, El Comahue i La Pampa i va publicar el llibre Educació i Societat a l'Argentina, 1800-1945, el 1972.
Tedesco va ser fixat com un especialista de política de l'educació el 1976 pel projecte relacionat amb l'educació i el desenvolupament llatinoamericà de la UNESCO. Va esdevenir director del Centre Regional per a l'Alta Educació Llatinoamericana de la UNESCO a Caracas entre el 1982 i 1986 i del seu Centre d'Educació Regional a Santiago entre el 1986 i el 1992. La repressió patida per estudiants i educadors argentins durant la dictadura va portar a Tedesco a participar en l'edució d'un llibre crític, L'Ordre del dia Educatiu Autoritari, amb Cecilia Braslavsky, el 1983.
L'experiència el va portar a ser Director de l'IBE a Ginebra, una posició que va aguantar fins al 1997, i mentrestant fou cap de l'agència de la UNESCO a Buenos Aires, fins al 2004. Tedesco va retornar a l'acadàmia, dividint el seu temps entre la privada Universidad de San Andrés i la Universitat Nacional pública de Tres de Febrero. Després va ser fitxat per la Comissió de Formació de Mestre Federal pel Ministre d'Educació Daniel Filmus, que va reemplaçar al sots-ministre Alberto Sileoni per Tedesco a l'abril del 2006.
L'octubre de 2007 l'elecció de Filmus com a Senador per la ciutat de Buenos Aires i de la senadora Cristina Kirchner com a presidenta de l'Argentina el va portar a esdevenir ministre d'Educació el 10 de desembre de 2007. Després de la derrota del 28 de juny de 2009 fou reemplaçat en 20 de juliol per Sileoni. Tedesco va esdevenir Director Executiu de la Unitat d'Avaluació i Planificació Estratègica del Sistema Educatiu argentí, una agència dins de l'Oficina del President.
El 2014 fou nomenat Doctor Honoris Causa per la Universitat de Girona.